# Tepecoyo
Tepecoyo è un comune del dipartimento di La Libertad, in El Salvador.